# Maternity Leave (Lost)
"Maternity Leave" er det 39. afsnit af tv-serien Lost. Episoden blev instrueret af Jack Bender og skrevet af Dawn Lambertsen Kelly & Matt Ragghianti. Det blev første gang udsendt 1. marts 2006, og karakteren Claire Littleton vises i afsnittets flashbacks.